# Кузнецов, Алексей Викторович
Алексей Викторович Кузнецов (6 ноября 1962, Москва, СССР) — бывший министр финансов Московской области, занимал этот пост с 2000 по 2008 год, с 2004 по 2008 год был также первым вице-премьером Подмосковья. С 1998 по 2000 год был президентом и акционером ООО «Русская инвестиционная группа», а с 1994 по 1998 год — первым вице-президентом и акционером «Инкомбанка». Покинул Россию в 2008 году в связи с публичными обвинениями в СМИ Прокуратуры и ФСБ РФ в шпионских связях с ЦРУ и наличии второго гражданства США.

## Биография
Кузнецов родился 6 ноября 1962 года в Москве. Окончив в 1985 году Московский финансовый институт по специальности «финансы и кредит», Кузнецов в октябре того же года начал работать экономистом и инженером-проектировщиком в главном вычислительном центре Госбанка СССР.

### Инкомбанк
В январе 1990 года Алексей Кузнецов стал старшим экономистом в Инкомбанке и быстро продвинулся по службе, став начальником отдела кредитных ресурсов планово-экономического управления, а затем — начальником управления пассивов. В 1992 году Кузнецов занял пост заместителя председателя правления банка, а в 1994 году стал акционером и первым вице-президентом Инкомбанка.. Кузнецов курировал отношения с крупными корпоративными клиентами, его также называли «серым кардиналом» Инкомбанка.
За шесть месяцев до финансового кризиса в России Кузнецов в феврале 1998 года покинул пост первого вице-президента Инкомбанка и продал свой пакет акций банка (ему принадлежало от 7% до 9% акций банка) Виноградову и его партнерам за 30-35 млн долларов и создал собственную финансовую компанию ЗАО «Инвестиционная компания 'Русское инвестиционное общество — Р. И. О.'», куда пригласил на работу около 120 наиболее работоспособных менеджеров Инкомбанка, в том числе старшего вице-президента банка Святослава Гушера и эксперта правления Андрея Мазурова. ИК «Русское инвестиционное общество» занималась реструктуризацией долгов банков и крупных корпораций, организация прекратила существование в 2000—2001 годах. Также до 2000 года Кузнецов занимал пост генерального директора компании «Стандарт МТК» и был учредителем фирмы «Финтехком».

### Правительство Московской области
В марте 2000 года, после избрания Бориса Громова губернатором Московской области, Кузнецов был назначен на должность исполняющего обязанности министра финансов региона и уже в июне занял этот пост на постоянной основе. По некоторым сведениям, назначен он был по рекомендации из администрации президента РФ, сам Кузнецов утверждал, что с Громовым их познакомил вице-премьер подмосковного правительства Михаил Бабич. В 2004 году Кузнецов получил также должность первого вице-премьера области.
По некоторым источникам, во время работы в правительстве Московской области Кузнецов в 2003 году получил вид на жительство в США, а затем втайне стал гражданином США, хотя двойное гражданство для чиновников было запрещено. Сам Кузнецов заявлял, что паспорта гражданина США у него никогда не было. Его супруга Буллок к тому времени стала основательницей компании RIGroup (Renovation Interiors Group), занимавшейся ремонтом и перепродажей особняков в США. Другая её фирма с похожим названием «Русская инвестиционная группа» (ООО «РИГ», «РИГрупп») с 2000 года занималась девелоперскими проектами в Подмосковье.

### Уголовные дела по деятельности в Московской области
30 июля 2008 году губернатор области Борис Громов уволил Кузнецова по собственному желанию. Уже в августе того же года Следственный комитет при прокуратуре России возбудил уголовное дело по факту превышения должностных полномочий бывшим министром финансов области, стало известно, что бывший министр финансов области замешан в крупном коррупционном скандале, поставившим Подмосковье на грань банкротства в преддверии мирового финансового кризиса: долг областного правительства и компаний Подмосковья достиг 82 процентов от всех доходов областного бюджета. Выяснилось, что он передавал участки плодородной земли для застройки «РИГрупп», а также получил дорогой участок для строительства собственной усадьбы. Сообщалось, что всего Кузнецов незаконно завладел землёй на 20 миллиардов долларов. После того, как об этом узнал Громов, Кузнецов написал заявление об увольнении по собственному желанию и «спешно отбыл за океан». Особое внимание следствия привлекло то, что Кузнецов поспешно уехал в США к жене: в прокуратуре не исключали, что против Кузнецова будет возбуждено дело о шпионаже, но этого не произошло. По некоторым данным, осенью 2008 года Кузнецова объявили в международный розыск.
По словам журналиста Ленты.ру Фёдора Бессонова, получается, что Борис Громов не только знал о том, что его подчинённый якобы нарушал закон в течение 8 лет (Кузнецов работал в области с 2000 года), но и помог ему скрыться от возможного уголовного преследования (Статья 316 УК РФ — «укрывательство преступлений»). 30 июня 2011 года на пресс-конференции Борис Громов заявил, что Кузнецов «не своровал из бюджета Московской области ни одной копейки».
В октябре 2009 года Кузнецов якобы попытался договориться об улаживании скандала с управделами президента РФ Владимиром Кожиным и директором ФСО Евгением Муровым на курорте в Куршевеле, однако, по словам Кузнецова, от этого пришлось отказаться, поскольку «часть людей», готовых его поддержать, «хотела получить за это сразу миллиард долларов».
В ноябре 2009 года против Кузнецова было возбуждено уголовное дело по статьям 159 УК РФ («Мошенничество») и 174 УК РФ («Легализация денежных средств»): его обвинили в организации хищения через ОАО «Московская областная инвестиционная трастовая компания» (МОИТК) трёх миллиардов рублей, выделенных подмосковным правительством на погашение долгов по ЖКХ. В ответ Кузнецов заявил о своей невиновности. Фигурантами этого дела также стали Светлана Шаталина, которая возглавлял отдел госфинансирования МОИТК, и генеральный директор этой компании Владислав Телепнев.
Нахождение Алексея Кузнецова в розыске не помешало ему встретить Новый 2010 год на курорте Куршавель одновременно с президентом Олимпийского комитета России Леонидом Тягачевым, управляющим делами президента Владимиром Кожиным, директором ФСО генералом армии Евгением Муровым и главой ЦИК «Единой России» Андреем Воробьёвым (который в ноябре 2012 года был назначен временно исполняющим обязанности губернатора Московской области).
В марте 2010 года против Кузнецова Следственным комитетом при МВД было возбуждено ещё одно дело о мошенничестве. Кроме бывшего министра Подмосковья фигурантами дела стали также Жанна Буллок, первый заместитель Кузнецова в минфине региона, владелец финансовой компании «Горизонт» и издательского дома ООО «Артмедиа групп» Валерий Носов, а также второе лицо в «РИГрупп» Дмитрий Котляренко. По версии следствия, в 2007 году от имени МОИТК фигуранты дела учредили компанию «Росвеб», куда передали часть активов. Фактическим владельцем компании называлась Буллок, а Котляренко стал её генеральным директором. В том же году была проведена эмиссия акций «Росвеба» за счет средств «Русской инвестиционной группы», в результате чего ООО «РИГрупп» получило контрольный пакет акций «Росвеба», хотя, фактически, оплата приобретенных акций, по версии следственного комитета, не производилась. СМИ со ссылкой на следствие также сообщали, что, по указанию Носова и Кузнецова, совет директоров МОИТК продал Буллок и Котляренко по номинальной стоимости наиболее ликвидные активы (оставшиеся акции достались нескольким подконтрольным Буллок «фиктивным компаниям» — оплата за них якобы также не производилась). В результате организованной махинации МОИТК утратила право владения, пользования и распоряжения имуществом Московской области. Между тем, основной ущерб казне Московской области Носов и Кузнецов нанесли после того, как МОИТК по их указанию «начала выдавать кредиты бюджетными деньгами» подконтрольным Буллок и Котляренко организациям (их названия не сообщались), что, в итоге, стало причиной введения процедуры банкротства МОИТК. Общая сумма ущерба, нанесенных бюджету Московской области, была оценена в 27 миллиардов рублей. В феврале 2010 года Носов был арестован, однако вину свою он отрицал и возложил ответственность на Кузнецова и Буллок. В ноябре 2012 года следствие по делу Носова, Телепнёва и экономиста ООО «НЭС-Финанс» Елены Кузнецовой было закончено. В апреле 2013 года вступил в законную силу приговор суда в отношении Валерия Носова, которому было назначено наказание в виде 4 лет лишения свободы с отбыванием в колонии-поселении. 21 июня 2013 года Носов был опять арестован из-за опасений следствия, что Носов, используя льготные условия содержания в колонии может принять меры к уничтожению и фальсификации улик по делу Кузнецова.
Кузнецов и Буллок все обвинения отрицали, заявляя, что их травля в прессе и возбуждение уголовных дел были оплачены конкурентами, осуществившими рейдерский захват «РИГрупп». По их словам, активы компании Буллок захватила компания ОРСИ, контролируемая Аркадием Ротенбергом, и бизнесменом Андреем Пашковским. Кузнецов также заявлял, что не мог незаконно передать компании своей жены земли на 20 миллиардов долларов, поскольку этими вопросами не занимался.
В июле 2010 года, вскоре после публикации прессой обвинений Буллок и Кузнецова в «рейдерском захвате активов „РИГрупп“ со стороны ОРСИ», СМП банк Ротенберга продал 25-процентную долю в ЗАО «ОРСИ». Тогда же стало известно, что от своих долей — 27,5 и 18 процентов соответственно — избавились и партнёры Ротенберга Михаил Черкасов и Андрей Пашковский. Имена покупателей не разглашались. Бывшие совладельцы ОРСИ, по сведениям газеты «Коммерсант», объяснили свои действия тем, что после улучшения конъюнктуры на рынке недвижимости бизнес управляющей долгами девелоперов компании «стал неэффективен».
В результате, бывший замминистра финансов Московской области Валерий Носов был приговорен к 14 годам и 9 месяцам заключения, а экс-гендиректор ОАО «Московская областная инвестиционная трастовая компания» Владислав Телепнев — к 10-летнему сроку.
Жанна Булак, экс-супруга господина Кузнецова, получила 11 лет заочно последней — в январе прошлого года. Сейчас она числится в международном розыске уже для исполнения судебного решения.

### Бегство из России
После отъезда из России Кузнецов в интервью рассказывал, что он консультирует компании, занимающиеся в России инвестициями в рынок ценных бумаг. Сообщалось, что он, предположительно, мог скрываться в Евросоюзе. Весной 2011 года с Кипра в Россию был экстрадирован Котляренко, и вскоре приговорен Одинцовским городским судом к трем годам лишения свободы.

### Международный розыск
О нахождении Алексея Кузнецова в международном розыске сообщалось в 2008 и 2009 годах.
14 июля 2011 года Басманный суд Москвы вынес постановление о привлечении Кузнецова в качестве обвиняемого. Тогда же заочно было вынесено постановление и о заключении его под стражу «в связи с тем, что с 2010 года Кузнецов находится в международном розыске».
13 ноября 2012 года Следственный комитет сообщил, что «Алексей Кузнецов, его жена Жанна Буллок — руководитель компании „РИГрупп“ — и другие участники преступной группы объявлены в международный розыск».
В январе 2013 года российский политический и общественный деятель Алексей Навальный обнаружил, что Кузнецов отсутствует в розыскной базе Интерпола. После запросов Навального в Следственный комитет и МВД в мае 2013 года Алексей Кузнецов был обнаружен в розыскной базе Интерпола. Жанна Буллок (Janna Bullock) в розыскной базе Интерпола отсутствует.
В сообщении пресс-центра МВД от 6 июля 2013 года о задержании Кузнецова говорится: «С ноября 2012 года он находился в международном розыске по каналам Интерпола»
8 июля 2013 год Следственный комитет сообщил, что Кузнецов был объявлен в федеральный розыск 1 октября, а в международный — 25 октября 2010 года. Согласно утверждениям пресс-службы Следственного комитета,

В ноябре 2012 года в рамках Генеральной Ассамблеи Интерпола в Риме Председатель СК России провёл встречу с Генсекретарем Интерпола Робертом Ноблом, в ходе которой обсудил вопросы розыска и задержания ряда фигурантов уголовных дел, скрывающихся от российских правоохранительных органов, в том числе Алексея Кузнецова. Помимо этого, в январе 2013 года была организована встреча Александра Бастрыкина с руководителем национальной полиции Франции, где также поднимались эти вопросы. После указанных встреч розыск Кузнецова был значительно активизирован.

### Арест
6 июля 2013 года после звонка анонимного информатора Алексей Кузнецов по запросу российских правоохранительных органов был задержан во Франции с поддельными паспортами
13 апреля 2017 года освобождён из-под стражи апелляционным судом города Лиона. Суд постановил, что содержание Кузнецова под стражей в ожидании окончательного решения об экстрадиции в Россию превышает «разумные сроки», предусмотренные 5-й статьёй Европейской конвенции по правам человека. Теперь Кузнецов должен будет находиться под электронным наблюдением в Париже и регулярно отмечаться в полицейском управлении.

### Экстрадиция в Россию
3 января 2019 года Кузнецов был экстрадирован в Россию. Кузнецов обвинялся в хищении, растрате и легализации свыше 14 млрд рублей.

### Приговор
16 декабря 2019 Басманный суд Москвы приговорил Алексея Кузнецова к 14 годам колонии. Столько и просило обвинение. Кузнецов признал вину, но это не спасло его от большого срока.

## Имущество
15 октября 2014 года в Петербурге, в Промзоне был обнаружен ангар, в котором хранились 82 предмета антикварной мебели, 113 картин известных художников в том числе Давида Бурлюка, две старинные иконы и 13 ящиков с редкими изданиями книг. По полученной информации вещи принадлежат Алексею Кузнецову, которые он купил на похищенные средства. Общая стоимость коллекции оценивается в 100 миллионов долларов или 4 миллиарда рублей. Коллекция должна была быть тайно переправлена в США на имя Жанны Буллок — жены Кузнецова. Имущество было арестовано и отправлено на хранение в Эрмитаж., потом в Петропавловскую крепость, где в настоящее время оно и хранится.

## Семья
Жена — Буллок, Жанна Михайловна (1967 года рождения, гражданка США с 1998 года; Булах, Janna Bullock, урожденная Самойлик). Родилась в белорусском городе Кобрин. Акционер американской девелоперской компании «RIGroup», занимающейся проектами в Нью-Йорке и ряде стран Западной Европы, организатор Russian design show в России.
Коллекционер современного искусства, автор выставки протестного political art Allegories&Experiences в 2012 году. Бывший член совета попечителей Фонда Гуггенхейма, курирующего одноимённые музеи современного искусства.
В январе 2018 года Буллок (Булах) была осуждена в России заочно на 11 лет колонии за хищение 11 млрд рублей из бюджета Московской области. Суд обратил в доход государства недвижимость и антиквариат Булах, в том числе две квартиры в Швейцарии, квартиру в Париже, виллу в Сен-Тропе, 10 автомобилей, отель в Куршевеле, а также многочисленные предметы антиквариата, представляющие культурную и историческую ценность. Согласно материалам дела, Булах совершила 11 преступлений по статье о мошенничестве в особо крупном размере и столько же по статье о легализации (отмывании) денежных средств или иного имущества, приобретенного преступным путем.

## Коллеги и сотрудники
В 2011 году Первый заместитель председателя правительства Московской области Игорь Пархоменко написал заявление в УВД по Ленинскому району Московской области, в котором указал, что в книге журналиста «Форбс» Анны Соколовой «Корпорация "Подмосковье"» содержатся клеветнические высказывания как в его адрес, так и в адрес членов правительства Московской области и губернатора. В основу книги легла статья Соколовой, написанная в соавторстве с коллегой Юлией Чайкиной и опубликованная в августе 2009 года в Forbes, а также другие статьи, в которых авторы утверждали, что многие сотрудники Алексея Кузнецова такие же преступники, как и он сам. Спустя месяц книга снова была в продаже, так как истец отозвал свой иск к писателю после вмешательства в ситуацию депутатов и СКР, кроме того, прокуратура отказала в возбуждении уголовного дела против авторов.

## Награды
- Лауреат премии Правительства РФ в области науки и техники за 2005 год (за разработку и строительство многофункциональных, трансформируемых спортивно-оздоровительных комплексов для городского населения).
- Награждён нагрудным знаком Госкомстата России "За активное участие во Всероссийской переписи населения 2002 года".
- В 2003 году был отмечен Благодарностью и награжден знаком губернатора Московской области.